# Das Rätsel des silbernen Dreieck
Das Rätsel des silbernen Dreieck (Originaltitel: Circus of Fear) ist ein britisch-deutscher Kriminalfilm von John Moxey, der auf Motiven der Kurzgeschichte „Das silberne Dreieck“ (Originaltitel: Again the Three Just Men/The Law of the Three Just Men) von Edgar Wallace basiert. In den Hauptrollen agieren Heinz Drache, Christopher Lee und Suzy Kendall in einer Geschichte, in der ein geheimnisvoller Unbekannter in einem Zirkus Menschen mit einem Wurfmesser tötet. Das Filmplakat titelte seinerzeit: „Die namenlose Angst vor dem lautlosen Mord. Edgar Wallace wie Millionen ihn lieben!“ Der deutsche Vorspann führt nur Werner Jacobs als Regisseur auf.

## Handlung
An einem Sonntagmorgen wird ein Geldtransporter von Banditen überfallen. Mason, einer der Banditen, tötet dabei einen Polizisten. Dennoch schickt ihn der unbekannte Boss zum Zirkus Barberini, wo er das gestohlene Geld abgeben soll. Dort angekommen, wird Mason durch ein gutgezieltes Wurfmesser ermordet und das Geld verschwindet. Inspector Elliot von Scotland Yard verfolgt die Spur in den Zirkus, wo er auf den Löwenbändiger Gregor trifft. Dieser soll vor Jahren von einem seiner Tiere angefallen worden sein, wobei sein Gesicht so entstellt worden ist, dass er nur noch unter einer schwarzen Maske in die Öffentlichkeit treten kann.
Dann wird auf die gleiche Weise ein Mord an dem Mädchen Gina begangen. Inspector Elliot stellt fest, dass sich an beiden Messern am Griff ein silbernes Dreieck befindet. Sie gehören zu einem Satz von Wurfmessern, mit denen der verstorbene berühmte Artist Danilo gearbeitet hat. Über dessen einziges Kind ist nichts bekannt.
Inspector Elliot verhört die Zirkusleute, unter denen sich mehrere merkwürdige und verdächtige Gestalten befinden. Einer von ihnen, Carl, sucht den Mörder seines Vaters.
Eines Nachts bricht im Zirkus Feuer aus. Im Durcheinander verliert der Löwenbändiger Gregor seine halbverbrannte Maske. Sein Gesicht ist nicht entstellt, und Carl erkennt in ihm den Mörder seines Vaters.
Zusammen mit seiner Tochter Natascha flieht er in eine entlegene Höhle, wo er von Carl gefunden wird. Gregor beteuert, nicht der Mörder von Carls Vater zu sein, dieser sei durch einen Unfall umgekommen. Dann flüchtet Gregor erneut, wird aber von einer maskierten Gestalt aufgehalten und stürzt zu Tode. In seinem Koffer befinden sich die Geldscheine von dem Überfall.
Der Mörder wird schließlich bei der Generalprobe im Zirkus enttarnt, als der Buchhalter Eddie als neuer Partner des Messerwerfers Mario auftritt, denn niemand anderes als Eddie selbst ist der kaltblütige gesuchte Mörder und Boss der Bande, die den Geldtransporter überfallen hat. Auf der Flucht vor der Polizei stürzt Eddie, der in Wirklichkeit der Sohn des verstorbenen Messerwerfers Danilo ist, in den Tod. Darum konnte er so zielsicher mit einem Messer umgehen und die beiden Morde begehen.

## Produktionsnotizen
Produzent Harry Alan Towers schrieb für seinen dritten und letzten Edgar-Wallace-Film unter dem Pseudonym Peter Welbeck abermals das Drehbuch. Regisseur des Films war John Llewellyn Moxey. Werner Jacobs, der in der deutschen Fassung als Regisseur genannt wird, fungierte je nach Quelle lediglich als Regie-Koordinator oder Berater oder Betreuer des deutschen Teams. Die Dreharbeiten für den Film fanden vom 22. November 1965 bis 6. Dezember 1965 sowie im Januar 1966 statt. Gedreht wurde in den Bray Studios in Down Place in Oakley Green in Berkshire; Außenaufnahmen entstanden an Originalschauplätzen in London und der Umgebung von Windsor Castle.
Constantin Film beteiligte sich mit 500.000 DM an den Produktionskosten und brachte den Film am 29. April 1966 als 25. Edgar-Wallace-Film der Nachkriegszeit in die deutschen Kinos. In Großbritannien erschien der Film im November 1967 unter dem Titel Circus of Fear, in den USA bereits im Mai 1967 unter dem Titel Psycho-Circus. Veröffentlicht wurde der Film zudem im November 1967 in der Türkei und im Juni 1968 im italienischen Milano. In der damaligen DDR wurde der Film erstmals am 4. August 1972 aufgeführt. Weitere Veröffentlichungen erfolgten in Argentinien, Brasilien, Finnland, Frankreich, Griechenland, Indien, Japan, Portugal und in der Sowjetunion.
Der Film wurde in Farbe gedreht und in der englischen Originalfassung auch so aufgeführt, kam in Deutschland jedoch in Schwarzweiß in die Kinos. Lediglich der Vorspann enthielt die Namen der Beteiligten in verschiedenfarbigen Einblendungen. Für die Gründe hierzu gibt es verschiedene Theorien: Eine Annahme besagt, dass Constantin Film den Film deshalb in Schwarzweiß veröffentlichte, weil die Rialto Film als Produzentin der offiziellen Wallace-Reihe erst 1966 begann, in Farbe zu drehen. Somit hätte man dem Film Der Bucklige von Soho als erstem Edgar-Wallace-Film in Farbe den Vorzug gegeben. Einerseits spricht dagegen die Tatsache, dass der Verleih bereits 1963 den von Harry Alan Towers produzierten Abenteuerfilm Todestrommeln am großen Fluß als ersten Farbfilm der Wallace-Reihe vermarktet hatte, andererseits ist dieser nicht Teil der offiziellen Reihe von Rialto. In anderen Quellen heißt es, dass für die deutsche Synchronisation eine vorab gezogene Schwarzweißkopie des Films verwendet worden sei. Die später nachgelieferte Farbkopie enthielt eine andere Schnittreihenfolge und zum Teil andere Einstellungen, so dass eine neue Synchronisation nötig geworden wäre. Deshalb habe man beschlossen, auf die Farbfassung zu verzichten. Auch heißt es hier, dass die – in der englischen Fassung nicht enthaltene – Schlussszene mit Happy End zwischen Heinz Drache und Suzy Kendall extra für die deutsche Fassung gedreht worden sei. Ein weiterer Unterschied zwischen der deutschen und der Originalfassung ist die Filmmusik: Die Musik der Originalfassung stammt komplett von John Douglas. Aus nicht überlieferten Gründen wurde für die deutsche Fassung stattdessen Archivmusik anderer Komponisten verwendet. Als Titelmusik nutzte man die von Raimund Rosenberger komponierte Titelmusik des Bryan-Edgar-Wallace-Films Das siebente Opfer (1964), von dem wiederum bis zu seiner 2005 erfolgten Neuabtastung nur eine Version ohne musikuntermalten Vorspann kursierte.
Die TV-Premiere des Films fand am 17. März 1973 in der ARD statt; in der DDR erfolgte die erste TV-Ausstrahlung am 12. Oktober 1974. UFA/ATB veröffentlichte den Film in zwei Teilen zu je 25 Minuten auf Super 8, wobei der erste Teil den Titel Das Rätsel des silbernen Dreieck und der zweite den Titel Scotland Yard auf heißer Spur trägt. Kinowelt veröffentlichte den Film später auf VHS. Sämtliche Veröffentlichungen und TV-Ausstrahlungen enthielten auch den farbigen Vorspann in Schwarzweiß, bis Kinowelt am 15. Dezember 2006 eine DVD veröffentlichte, die den Film mit farbigem Vorspann sowie als Bonusmaterial auch die englische Originalfassung in Farbe und mit deutschen Untertiteln enthielt. Am 7. Juni 2019 veröffentlichte das Label Filmjuwelen den Film auf DVD und Blu-ray Disc, wobei die ungekürzte deutsche Kinofassung nur als Bonusmaterial enthalten ist und als Hauptfilm nun die farbige Originalfassung präsentiert wird, an die man die deutsche Synchronfassung angelegt hat – inklusive der typischen Schüsse vor dem Vorspann, die aber nur zu hören sind und auf die dann die Titelmusik der Originalfassung folgt. Die seinerzeit nicht synchronisierten Sequenzen wurden mit deutscher Untertitelung versehen.
Der Film wurde von der FSK für die Kinovorführung ab 12 Jahren freigegeben, nachdem man die Morde an Mason (Victor Maddern) und Gregor (Christopher Lee) gekürzt hatte. Spätere VHS- und DVD-Veröffentlichungen waren ab 16 Jahren freigegeben, bevor die Filmjuwelen-Veröffentlichungen von 2019 auch mit der ungekürzten Fassung eine Freigabe ab 12 Jahren erhielten.

## Kritik
In der Münsterschen Zeitung war zu lesen: „In der Regel lassen Serienfilme zwar in der Qualität nach, doch da der Autor Wallace heißt, wird auch diesmal handfeste Kino-Unterhaltung geliefert.“| Münstersche Zeitung, 30. April 1966.
Auch die Nürnberger Nachrichten zeigten sich angetan von dem Film. Dort hieß es: „Edgar Wallace’ Krimi-Stoffe sind griff- und knitterfest wie echter Tweed. Da ist kein Webfehler drin, von dem aus man die Fäden aufziehen könnte. Und da auch gute (Film-)Schneider am Werke waren, gab es einen tadellos sitzenden (Film-)Anzug. Was vor allem heißen soll, daß man bis zum letzten Filmmeter wie auf glühenden Kohlen sitzt.“| Nürnberger Nachrichten, 22. Mai 1966.
In der Zeitschrift Filmecho Nr. 40 meinte man, „Spannung [sei] vom ersten bis zum letzten Meter reichlich vorhanden, aber auch Verwirrung und Unlogik.“| Filmecho, 40/1966.
Die Kritik des Evangelischen Filmbeobachters hingegen fiel äußerst negativ aus: „Billiger, langatmiger und verworrener Krimi aus England […]. Ohne jede Empfehlung.“| Evangelischer Filmbeobachter, 1966; Evangelischer Presseverband München, Kritik Nr. 164/1966.
Ähnlich negativ fiel auch die Kritik des Heyne Filmlexikons aus: „Britischer Wallace-Film auf gleich niedrigem Niveau wie die deutschen Produktionen. Wieder mal unvermeidlich in dieser Story um einen Zirkusmörder chargiert Klaus Kinski.“| Heyne Filmlexikon, 1996.

## Synchronisation
Die deutschen Darsteller Heinz Drache und Eddi Arent synchronisierten sich selbst und sind mit ihren eigenen Stimmen zu hören. Nachfolgend die weiteren Synchronsprecher:
| Rolle                             | Schauspieler     | Synchronsprecher  |
| --------------------------------- | ---------------- | ----------------- |
| Gregor                            | Christopher Lee  | Heinz Engelmann   |
| Inspektor Elliot                  | Leo Genn         | Holger Hagen      |
| Manfred                           | Klaus Kinski     | Werner Uschkurat  |
| Gina                              | Margaret Lee     | Kathrin Ackermann |
| Natascha                          | Suzy Kendall     | Heidi Treutler    |
| Sir John                          | Cecil Parker     | Robert Klupp      |
| Mr. Big                           | Skip Martin      | Wolf Rahtjen      |
| Barberini                         | Anthony Newlands | Herbert Weicker   |
| Mario                             | Maurice Kaufmann | Horst Naumann     |
| Sergeant Manley                   | Lawrence James   | Klaus Kindler     |
| Jackson                           | Tom Bowman       | Niels Clausnitzer |
| Mason                             | Victor Maddern   | Klaus Höhne       |
| Polizeiinspektor auf Tower Bridge | Fred Davis       | Norbert Gastell   |